# Символ пошти Японії

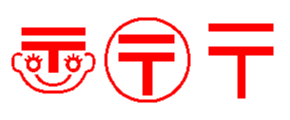
Декілька версій символу 〒 〶 〠

〒 (яп. 郵便記号, ゆうびんきごう, ю̄бін кіґо̄) також ю̄бін ма̄ку (яп. 郵便マーク, ゆうびんマーク) — службовий символ Japan Post Service, поштового оператора в Японії. Він також використовується як знак поштових індексів Японії.

## Опис

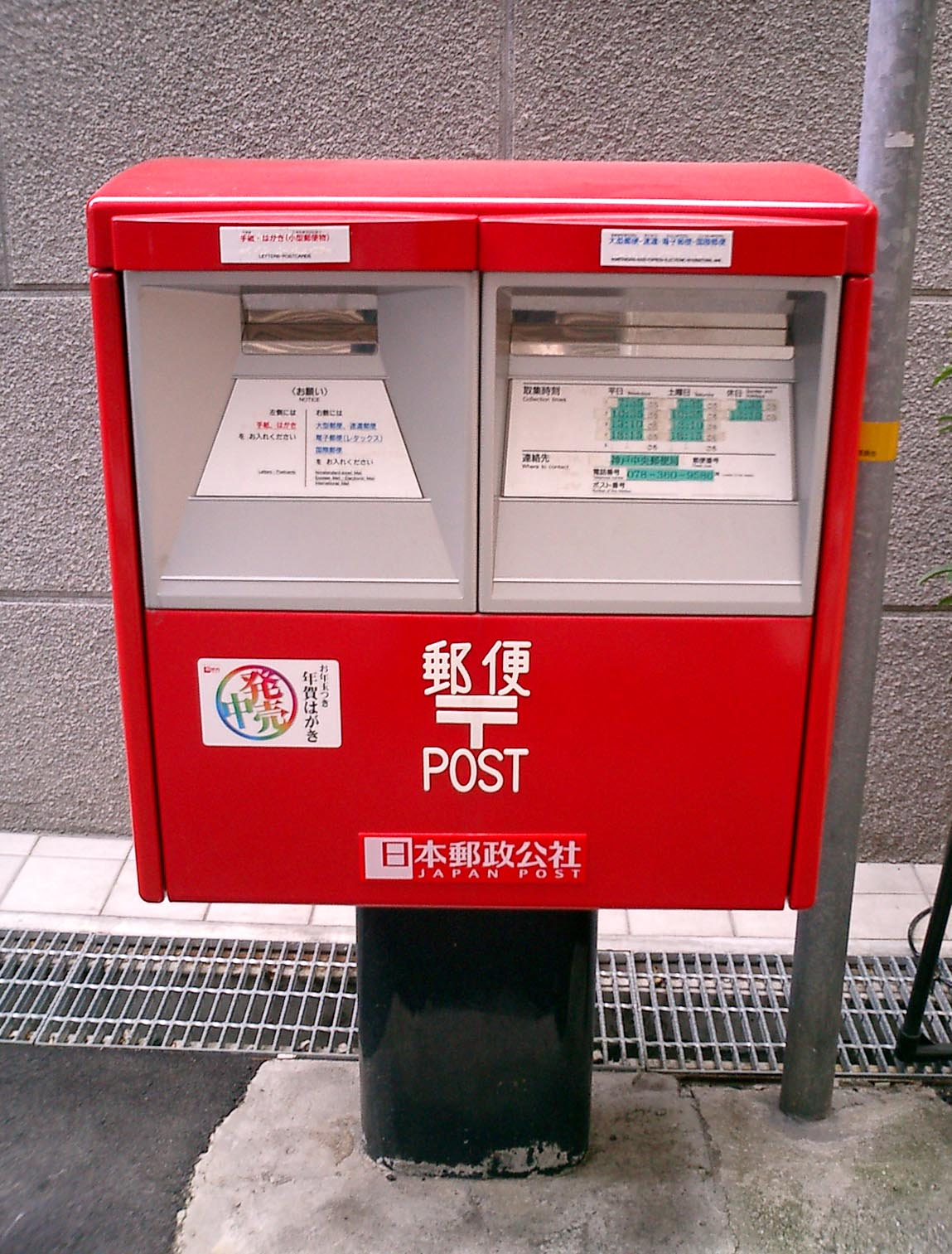
Символ пошти на поштовій скриньці в Японії

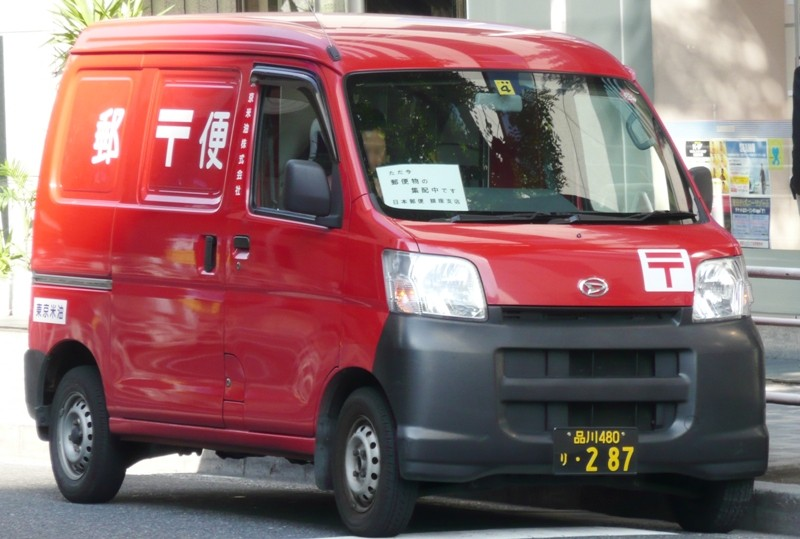
Символ пошти на поштовому автомобілі

Цей символ є стилізованим складом те ( テ ) катакани і веде своє походження від японського слова тейшін (逓信 — комунікації). Поява символу відноситься до довоєнної епохи (до Другої світової війни ), коли була низька грамотність серед населення, а символ катакани був легко розуміти в порівнянні з символами кандзі.
Для зазначення поштового індексу спочатку пишеться цей символ, а потім сам поштовий код. Так, наприклад, один із районів Токіо Меґуро має наступний поштовий індекс: 〒153-0061 . Використання цього символу призвело до того, що його включено до стандартного набору символів клавіатури для комп'ютерів у Японії.
З варіантів, показаних першому малюнку, стандартним є крайній правий символ, який використовується під час адресації. Символ 〶 в центрі кола часто використовується на картах для зазначення поштових відділень.

### У Юнікоді
Символ представлений у Юнікоді.
〒 unicode : U+3012
〠 unicode : U+3020
〶 unicode : U+3036

## Подібність до символу тенге
30 березня 2007 року в Республіці Казахстан було затверджено символ національної валюти теньге « ₸ », який практично нічим не відрізняється від символу пошти Японії. Ця безглузда випадковість викликала серйозні суперечки в казахстанському суспільстві, але символ тенге все ж таки був введений в обіг.